# Louise Stjernstedt
Louise Stjernstedt, född 28 januari 1878 i Helga Trefaldighets församling, Uppsala, död 16 september 1940 i Stockholm, var en svensk tecknare och grafiker.
Hon var dotter till överstelöjtnanten friherre Teodor Stjernstedt och friherrinnan Ottilia Liljencrantz. Stjernstedt studerade vid Tekniska skolan 1895–1896 och vid Konstakademien i Stockholm 1897–1893 där hon även deltog i Axel Tallbergs etsningsskola. Därefter vidareutbildade hon sig vid olika målarskolor i Italien och München. Hon blev med tiden en skicklig trä- och linoleumsnittare. Bland hennes noterbara porträtt märks det av överste Edvard Liljencrantz. Hennes konst består av blomsterstilleben, porträtt och några enstaka landskapsmotiv utförda i olja, akvarell eller i form av grafik. Stjernstedt är representerad vid Nationalmuseum.    
Stiernstedt är gravsatt i familjegraven på Uppsala gamla kyrkogård.